# Carl Breer

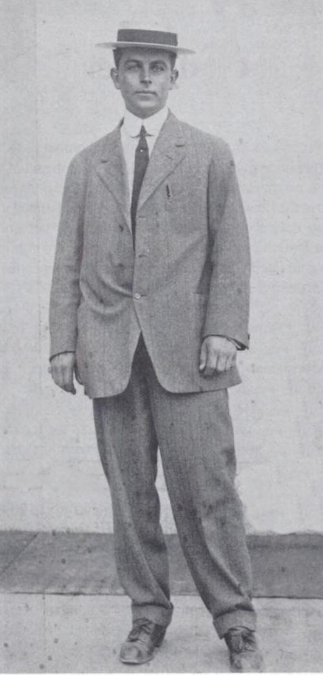
Carl Breer en 1911, con 28 años

Carl Breer (8 de noviembre de 1883-21 de diciembre de 1970) fue un ingeniero automovilístico estadounidense. Junto con Fred M. Zeder y Owen Skelton, se convirtió en uno de los ingenieros clave en los orígenes de la Chrysler Corporation. Su diseño más revolucionario, el Chrysler Airflow, no cosechó el éxito de ventas esperado.

## Primeros años
Breer nació en la calle San Pedro, entre las calles Segunda y Tercera, en la primera casa de ladrillos construida en Los Ángeles. Su fecha de nacimiento es el 8 de noviembre de 1883. Era de ascendencia alemana. Su padre vino de un pueblo de las montañas del Harz en Alemania, mientras que su madre procedía de un pueblo de la Selva Negra. Era el menor de los nueve hijos de la familia. Tenía dos hermanas y seis hermanos. El nombre del padre de Breer era Louis y el de su madre era Julia. Su padre había nacido en 1828 y su madre en 1840. El padre de Breer era un hábil herrero que perfeccionaba sus habilidades viajando de pueblo en pueblo en Alemania. A la edad de 20 años, para evitar ser reclutado por un período de tres años en el ejército alemán, emigró a los Estados Unidos. Durante sus primeros años allí residió en distintas localidades, pero finalmente se instaló en el área de Los Ángeles, donde permaneció el resto de su vida dedicado a fabricar carruajes de caballos.
La madre de Breer nació en Gran Ducado de Baden, en la Selva Negra. Había viajado a los Estados Unidos junto a su hermana menor para unirse a un tío que tenía un negocio de envíos en la costa oeste. Se instalaron también en el área de Los Ángeles, donde los padres de Breer se conocieron y se casaron en 1863. Cuando Breer era un niño, su familia tenía una casa de campo de verano en Santa Mónica, a unas 16 millas de distancia, a tres horas y media a caballo desde su casa en Los Ángeles. Breer colaboraba en la herrería de su padre, donde construyó carruajes tirados por caballos cuando era un adolescente. Allí aprendió los conceptos básicos del trabajo con el hierro, convirtiéndose en un competente herrero.
Breer tenía 14 años en 1897 cuando Fred J. Fisher, el ingeniero encargado le mostró la planta de bombeo del Servicio de Aguas de Los Ángeles. Durante el recorrido, se fijo en una innovación introducida por Fisher, un generador eléctrico casero para producir la electricidad destinada a alimentar las bombillas que iluminaban los rincones oscuros de la planta. Fisher se convirtió en el mentor de Breer, quien a menudo lo visitaba en la planta los fines de semana y durante sus vacaciones. Copió el generador de Fisher y lo usó para iluminar la casa de su familia, una labor que consolidó su creciente interés por la ingeniería.

## Automóvil de vapor

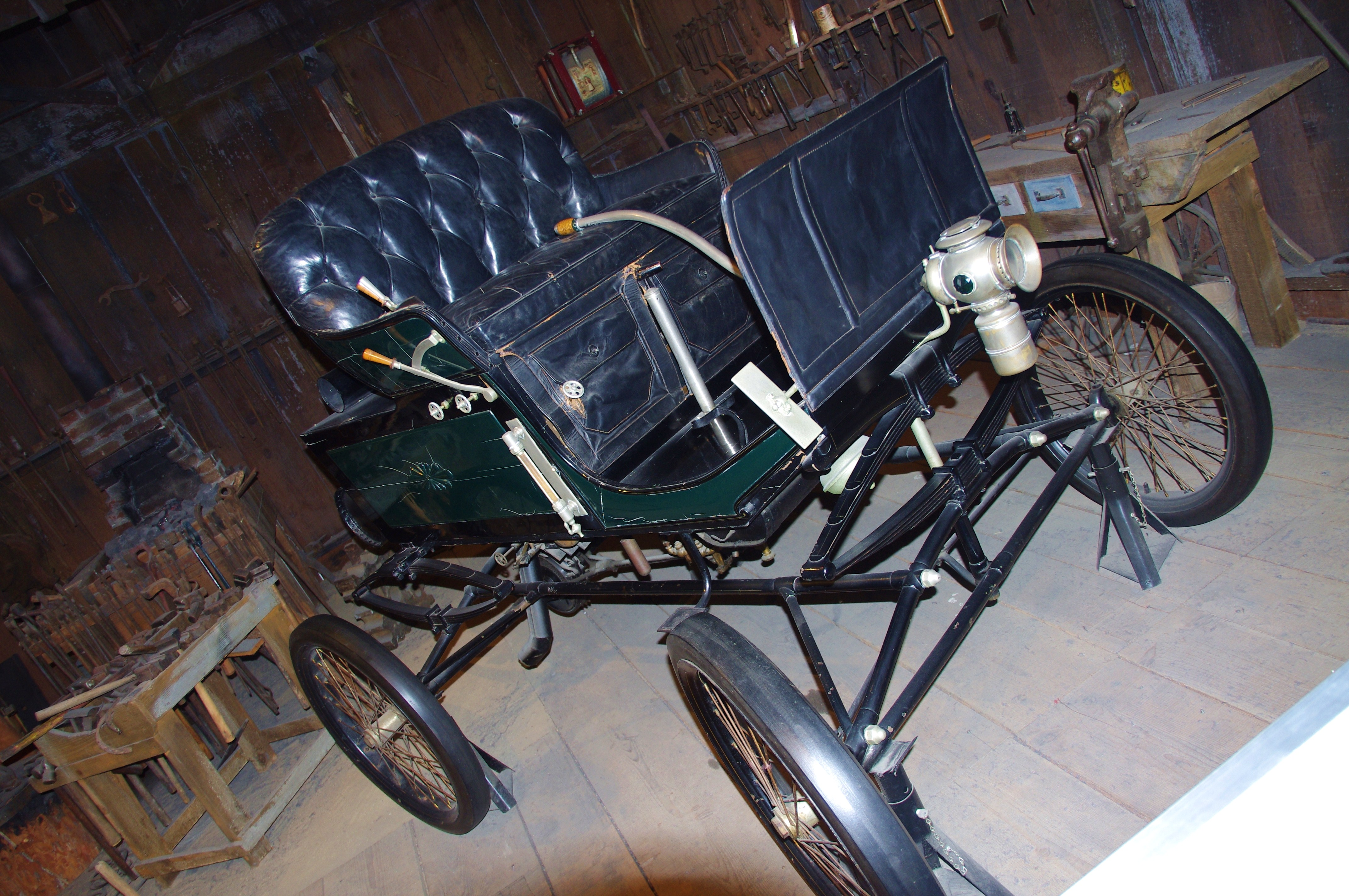
Automóvil de vapor de Breer (1901)

En 1900, con tan solo 17 años de edad, Beer construyó un automóvil impulsado por un motor de vapor. La inspiración le vino cuando vio un carruaje motorizado sin caballos Duryea en su vecindario. Confió en Fisher y decidieron construir una máquina de vapor para el nuevo automóvil, ya que la experiencia de Breer en la herrería le había dado cierta comprensión de lo que se necesitaba. Utilizando los diseños de un automóvil Stanley publicados en una revista como guía inicial, diseñaron una máquina de vapor de dos cilindros, dibujando bocetos detallados de sus componentes. Llevó los dibujos y un modelo tallado en madera del bloque del motor a un taller metalúrgico para obtener por fundición las piezas. Tras varios intentos fallidos de realizar el vaciado, Breer preguntó si podía usar las instalaciones, y logró fabricar un cilindro satisfactorio en su primer intento.
A continuación fabricó las piezas adicionales necesarias para la máquina de vapor, entre ellas, un mechero tipo bunsen alimentado por gasolina para calentar la caldera de vapor. Esto requirió que se perforaran alrededor de 3000 pequeños orificios en la cámara interior de los tubos de aire. Como no había ningún taladro que pudiera hacer este trabajo, Breer improvisó una taladradora de alta velocidad impulsada por una turbina Pelton que funcionaba con la presión del agua de un grifo de agua. Con esta innovación, logró perforar los agujeros en poco tiempo. Ensambló su automóvil en 1901, con algo de ayuda en la tapicería y la pintura de los trabajadores del negocio de carruajes de su padre. El primer viaje del coche de vapor de Breer se realizó en septiembre de 1901.
En los años siguientes introdujo varias mejoras a su automóvil, como un depósito de gasolina de repuesto para calentar la caldera, de modo que pudiera viajar con su hermano Bill a pescar truchas hasta el cañón de San Gabriel (cerca de Azusa (California), a unas 35 millas de distancia por caminos de tierra ásperos, un viaje que no era posible con caballos y carruajes. Matriculó su automóvil, como requería la municipalidad de Los Ángeles para todos los carruajes sin caballos, y obtuvo el número de placa 666.
Su automóvil de vapor estaba diseñado para circular a 25-35 millas por hora (40,2-56,3 km/h), aproximadamente el doble de la velocidad de un caballo. Su automóvil era más eficiente que un caballo para viajes de larga distancia y para subir colinas. Sin embargo, los ingenieros ingleses habían determinado que los coches con motor de vapor eran menos eficaces que los de gasolina para potencias inferiores a 1000 caballos. Además, un automóvil de gasolina arrancaba instantáneamente, mientras que un automóvil a vapor tardaba bastante tiempo en alcanzar su potencia de trabajo. Además, el automóvil de gasolina era más eficiente en millas por galón, y su diseño era más compacto. Estas razones motivaron a algunas empresas de automóviles de vapor a cambiar a vehículos de gasolina.

## Carrera

### Compañía de Automóviles Tourist
Breer quería un trabajo y experiencia, por lo que solicitó un empleo en la Tourist Automobile Company (uno de los principales fabricantes de automóviles de la costa oeste de los Estados Unidos en ese momento), ubicada entonces en North Main y Alameda Street en Los Ángeles. No tenía experiencia laboral previa para ofrecerle al jefe del taller de servicio, pero le mostró su automóvil de vapor que había conducido hasta allí. Esto le valió el primer trabajo oficial de ingeniería durante sus vacaciones de verano de la escuela secundaria para demostrar, dar servicio y diseñar automóviles a vapor. Este primer trabajo le abrió las puertas a otras oportunidades laborales similares en las fábricas de automóviles de vapor de la costa este, como Toledo Steam Cars, Spalding, Northern y White Steamer. También trabajó como desarrollador de un motor de vapor de dos cilindros con características mecánicas avanzadas para la compañía Durocar.
La Escuela Secundaria Comercial de Los Ángeles a la que asistió no incluía en sus planes de estudios oficiales la ingeniería mecánica. En 1904 condujo su automóvil de vapor desde Los Ángeles a Pasadena y se lo mostró a los directivos del Instituto de Tecnología de California (precursor del Caltech). La escuela lo inscribió en un período de un año, que luego completó hasta obtener el título de ingeniero mecánico. Posteriormente pudo ingresar en la Universidad de Stanford en el otoño de 1905 para aprender ingeniería mecánica avanzada.

### Allis-Chalmers
Breer se graduó de la Universidad de Stanford en 1909 con una licenciatura, y se convirtió en ingeniero mecánico. Pronto recibió una oferta de trabajo de Allis-Chalmers de West Allis (Wisconsin), cerca de Milwaukee, e inicialmente pasó por su curso de aprendizaje de dos años. Allis-Chalmers seleccionó a veinticinco de los estudiantes de ingeniería mecánica más destacados de las mejores universidades de los Estados Unidos. Allí conoció y se hizo amigo íntimo de Frederick Morrell Zeder, procedente de la Universidad de Míchigan, otro gran estudiante.

### Studebaker

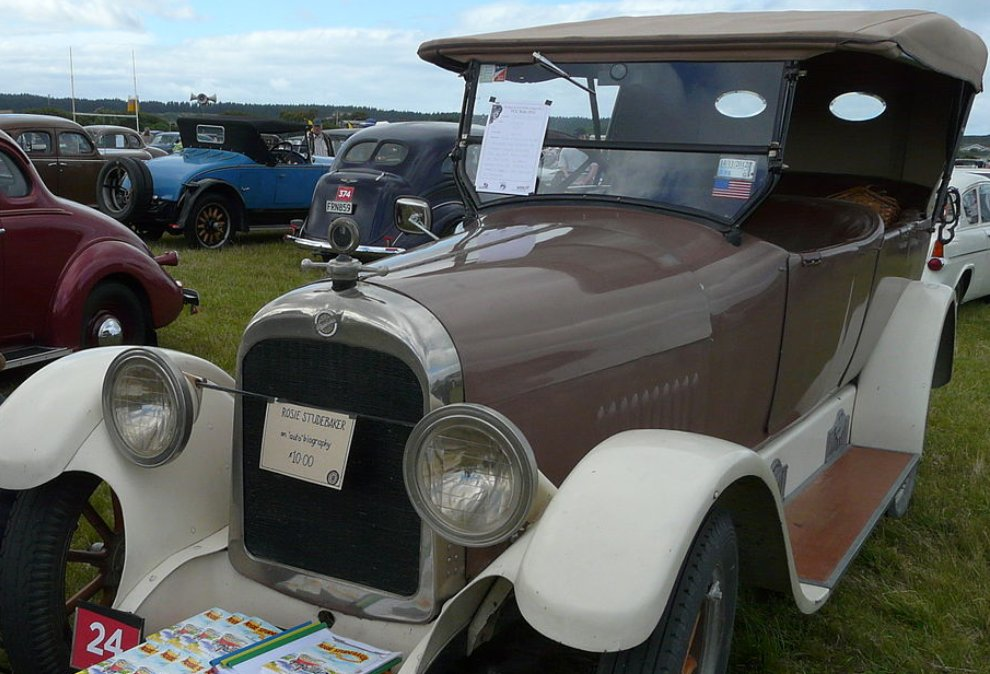
Studebaker "special six" (1918)

En 1911 se mudó a California en 1911 para trabajar en la Moreland Motor Truck Company. Ayudó a organizar la empresa Home Electric Auto Works en 1914, pero pronto perdió el interés y vendió su participación a su socio. Luego construyó para sí mismo una combinación de garaje experimental y tienda en 1916. Ese mismo año recibió una carta de su amigo Fred Zeder, preguntándole si estaría interesado en unirse a él en Studebaker para organizar una división de investigación. Zeder era entonces ingeniero jefe en Studebaker y estaba desarrollando un nuevo departamento de ingeniería para la firma. También invitó a Owen R. Skelton, reuniendo el equipo de ingenieros Zeder-Skelton-Breer, que llegó a conocerse como "Los Tres Mosqueteros".
El trabajo de Zeder consistía en desarrollar la ingeniería de los nuevos modelos que reemplazaran a los obsoletos Studebaker. Los ingenieros trabajaron juntos de manera eficiente y produjeron tecnología de ingeniería de vanguardia, que se tradujo en ganancias inmediatas para Studebaker. Los modelos Studebaker "Big Six" de 1918 venían con elementos como un embrague único, un diseño de centro de gravedad más bajo y culatas desmontables. Studebaker estaba tan seguro de la nueva tecnología, que dejaron de fabricar carruajes en 1919.
Breer formó una relación cercana con Fred M. Zeder y luego con Owen R. Skelton. Todos tenían experiencia en ingeniería: Skelton como analista de diseño de ingeniería técnica; Breer en resolver problemas técnicos difíciles de ingeniería (especialmente en motores) con la tecnología existente; y Zeder era un administrador y vendedor capaz, así como un ingeniero competente. Breer era el mayor de los tres.

### Primera Guerra Mundial
La compañía Studebaker estuvo involucrada en contratos de suministros relacionados con la Primera Guerra Mundial, y construyó tanques para el Ejército de los Estados Unidos. Breer recibió la asignación de trabajar en el motor aeronáutico Liberty del biblano De Havilland para el gobierno durante el final de la Primera Guerra Mundial. Su responsabilidad era descubrir por qué los motores de los aviones se averiaban y se desgastaban prematuramente, analizando las pruebas de un motor durante 50 horas de funcionamiento. Muchos pilotos se perdieron durante la guerra porque el motor explotaba sin razón aparente después de 50 horas de funcionamiento. Breer finalmente descubrió que la fatiga del metal en las bielas provocaba la rotura. Finalmente pudo resolver el problema, pero para entonces la guerra había terminado y la solución no tenía ningún beneficio para los pilotos de la Primera Guerra Mundial, aunque sí para los aviadores de después de la guerra, especialmente los encargados del correo aéreo.

### Asociación con Walter P. Chrysler
Walter Percy Chrysler acababa de dejar Buick y General Motors, y se incorporó al grupo de empresas Willys como su vicepresidente en enero de 1920. Chrysler preguntó a Breer, Zeder y Skelton si querían unirse a él en Willys-Overland. Los tres ingenieros hicieron varios viajes de negocios a Nueva York y a la nueva fábrica Willys de alta tecnología de vanguardia en Elizabeth (Nueva Jersey), y decidieron que sería un paso excelente para ellos y para otros 28 ingenieros de Studebaker (la creme-de-la-creme de la compañía). Todos se pusieron a trabajar en el diseño de un coche nuevo para Willys-Overland Motors, el "Chrysler". Pero pronto se descubrió que Willys Corporation se había quedado sin dinero debido a que una de sus sucursales se había llevado todas las reservas, y la compañía estaba en bancarrota. Walter Chrysler renunció a Willys en 1922 y se convirtió en presidente de la junta de la compañía Maxwell.

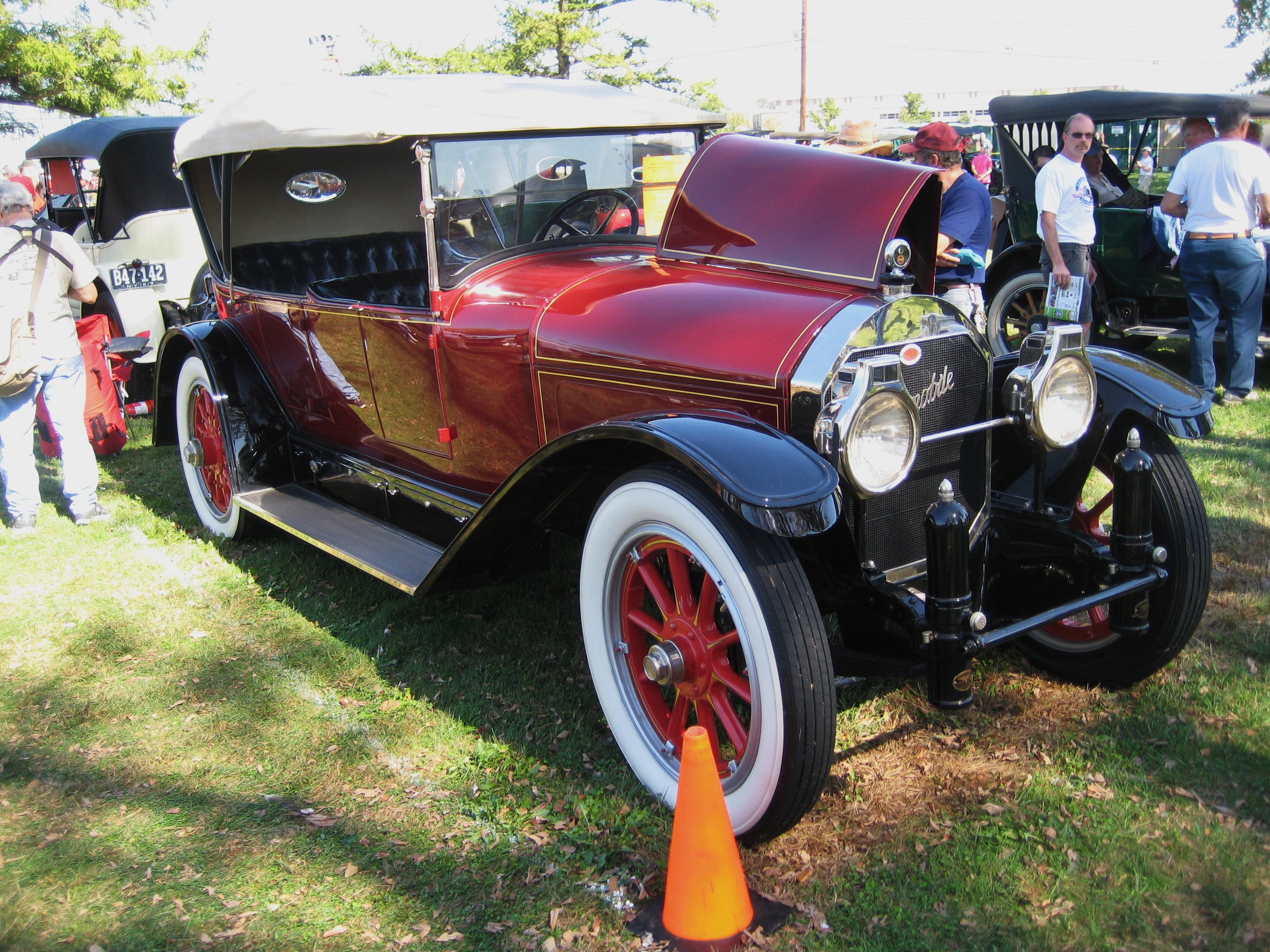
Locomobile Durant

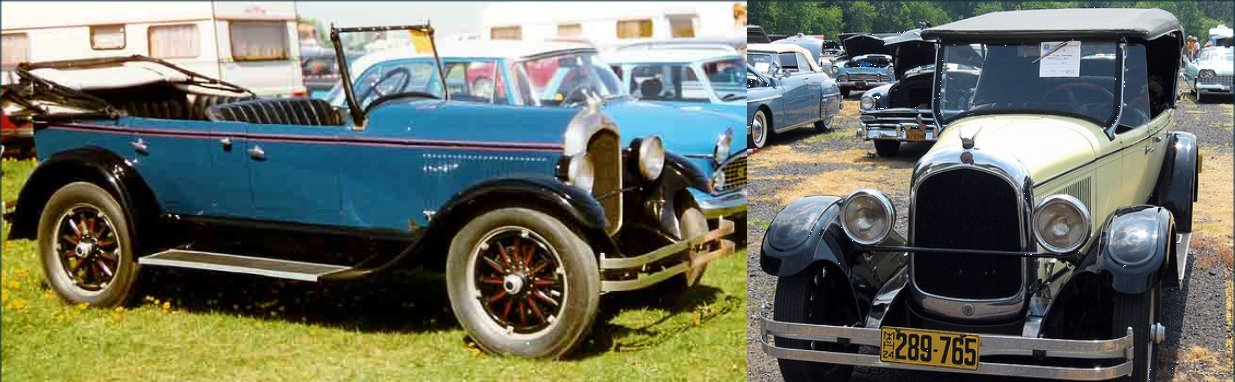
Chrysler B-70 Touring Cars (1924)

Breer y sus dos colegas fundaron una empresa de consultoría ubicada en Newark (Nueva Jersey): la Zeder, Skelton and Breer Engineering Company ´´o (inicialmente financiada por Chrysler), que también agrupó a otros ingenieros de Studebaker. Alquilaron a los nuevos responsables de Willys los laboratorios de la planta de alta tecnología en Elizabeth, Nueva Jersey. La planta se subastó en quiebra y William Crapo Durant la compró por 5,5 millones de dólares. Aunque Chrysler les ayudó a empezar su negocio de consultores, se pusieron en contacto con Durant para hacer negocios desde que compró la planta.
Durant quería que se rejuveneciera su fallida planta Mercer car en Scranton y pidió a la Zeder, Skelton y Breer Engineering Company que se instalara allí. Después de ver el antiguo edificio de la cervecería donde se fabricaban los coches, decidieron no trasladarse. Breer y los ingenieros de su grupo llegaron a un acuerdo con Durant para diseñar un nuevo motor para Locomobile de Durant, una empresa de automóviles que Durant adquirió en 1922. La empresa de automóviles de alta gama para la Durant Motor Company cerró, pero no debido a los motores, que fueron satisfactorios. Breer y sus ingenieros diseñaron más adelante otro motor para Durant, finalmente construido por Continental Motors de Detroit. La planta donde se construyó el automóvil real estaba ubicada en Flint (Míchigan). El "automóvil Flint" se diseñó para competir con el automóvil Ford y se le denominó "Star". Breer y sus compañeros no tenían nada que ver con el diseño del coche "Star", solo con el motor.
En 1923, cuando Breer estaba de vacaciones con su familia en California, Zeder y Skelton tuvieron una reunión con el Walter Chrysler en Nueva York sobre la posibilidad de instalar su motor en un automóvil nuevo y llamarlo "Chrysler". Poco después, los tres ingenieros diseñaron un automóvil y comenzaron a trabajar con los ingenieros de Maxwell Motor Company, donde el Walter Chrysler era el vicepresidente. Se convertiría en el primer automóvil de Chrysler, el Chrysler Modelo B de 1924. Los Tres Mosqueteros (Zeder, Skelton y Breer) y su grupo de ingenieros (originalmente de Studebaker) trabajaban ahora para Maxwell Motor Company. Este nuevo automóvil con el motor de los tres ingenieros necesitó que se invirtieran 5 millones de dólares para comenzar su producción, que Maxwell Motor Company no pudo proporcionar. El automóvil Chrysler estaba previsto que se exhibiera en el Salón del Automóvil de Nueva York de 1924, lo que probablemente habría permitido obtener y asegurar el préstamo necesario para iniciar la producción. Pero debido a que el "Chrysler" no estaba en producción oficial, no podía mostrarse en el Salón. Sin embargo, Walter Chrysler alquiló el vestíbulo del Hotel Commodore de Nueva York (sede del Salón) y mostró el "Chrysler" allí. Finalmente, obtuvo financiación para el nuevo coche de la Chase Securities Corporation. Chrysler produjo 32.000 automóviles en 1924 y los vendió por el mismo precio que un Buick. El préstamo de 5 millones de dólares produjo una ganancia de más de 4 millones. Maxwell Motor Company se transformó en Chrysler Corporation en 1925.

### Escuela de Ingeniería Chrysler
La primera clase de la Escuela de Ingeniería Chrysler se formó a partir de dieciséis graduados en ingeniería con títulos en distintos campos profesionales. Fueron seleccionados en septiembre de 1931 entre varios cientos de candidatos procedentes de quince universidades. Se tuvieron en cuenta sus calificaciones académicas y personales para su selección. Breer jugó un papel decisivo en la agilización de la escuela junto con Zeder, y se inspiraron en el curso de aprendizaje para estudiantes de Allis-Chalmers que habían seguido años antes. Basaron su plan de estudios en las principales escuelas industriales de Estados Unidos y en la forma de ingeniería de Chrysler. Las universidades líderes aceptaron créditos de esta escuela para títulos avanzados.

### Chrysler Airflow

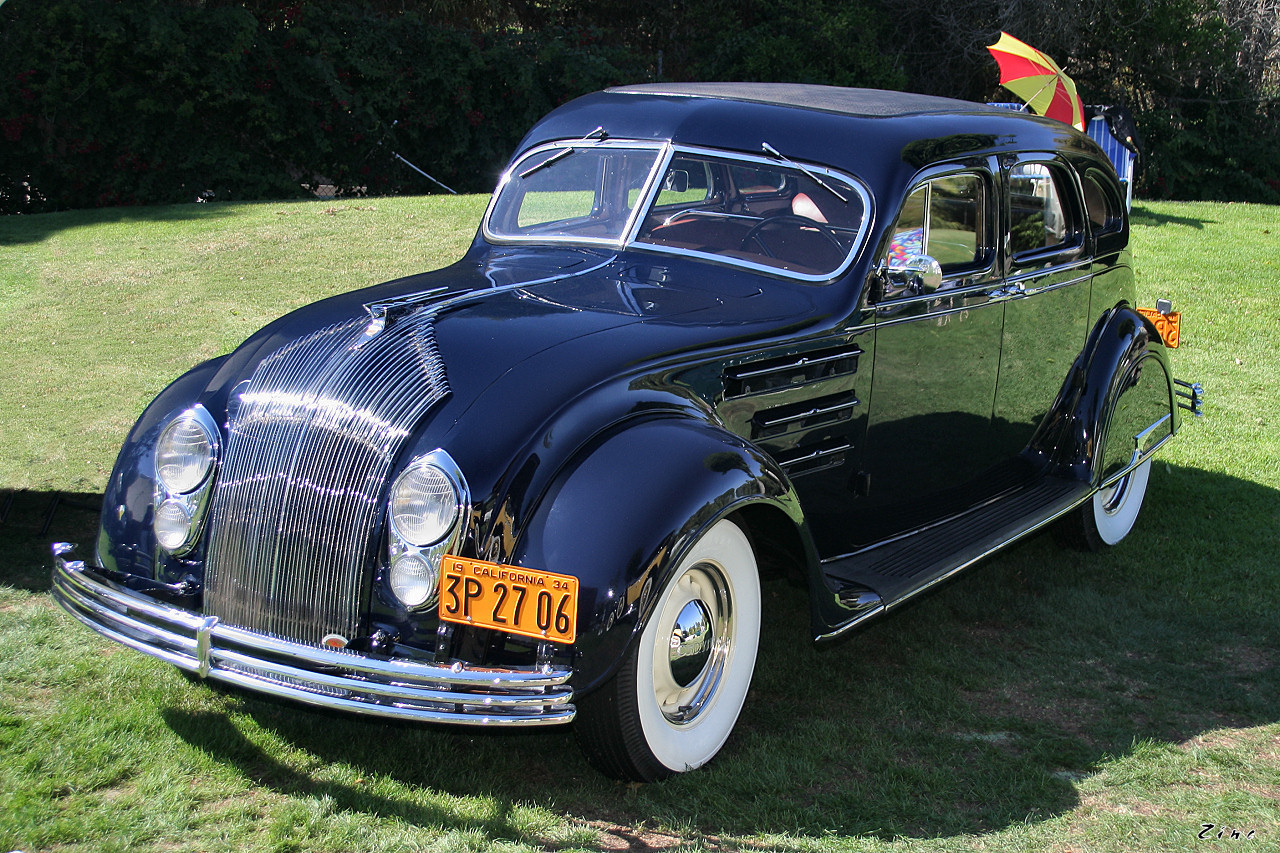
Chrysler Airflow (1934)

Un día, a finales de los años veinte, mientras conducía, Breer vio en la distancia una formación de aviones Republic de las Fuerzas Aéreas volando bajo a través de la carretera. Esto lo llevó a considerar la idea del flujo de aire y su relación con los automóviles. Los túneles de viento para fines aeronáuticos eran muy costosos, por lo que uno de los ingenieros consultó con los hermanos Wright. En unos meses, habían creado un espacio de 20x40 como laboratorio aerodinámico para probar varias formas de modelos de automóviles a escala reducida. El túnel de viento que construyeron tenía una garganta de 20 x 30 pulgadas (51 x 76 cm) de sección transversal. Las hélices que creaban el flujo de aire eran impulsadas por un motor de 35 hp que podía regularse para obtener varias velocidades. Los primeros modelos que probaron fueron de automóviles de producción en serie. Los resultados se visualizaban utilizando el humo negro de una lámpara de aceite.
Cuando los técnicos en aerodinámica estaban haciendo pruebas, Breer les sugirió que probaran los modelos en la dirección opuesta, y les sorprendió descubrir que la resistencia al aire era un 30% menor de esta manera. Breer estaba mirando el túnel por una ventana, y luego hizo el siguiente comentario:

Pensad en lo tontos que hemos sido. ¡Todos esos coches han ido en la dirección equivocada!

Esta prueba dio como resultado la idea de que la forma de un automóvil no debería tener forma de caja, sino que era mejor el perfil de un blimp (dirigible sin armazón) en la parte delantera y reducirse a una sección más pequeña en la parte trasera. Esto hacía que el flujo de aire fuera mucho más eficiente, ya que mantenía el aire cerca de la carrocería mientras fluía hacia la parte trasera. La idea de Breer de conducir un automóvil en la dirección opuesta al perfil aerodinámico fue el nacimiento del automóvil Chrysler Airflow. Los primeros coches Airflow experimentales fueron los del modelo Trifon de finales de la década de 1920, prototipos producidos en secreto. El Airflow se produjo por primera vez en 1934 y continuó fabricándose hasta 1937, cuando se determinó que las ventas eran tan bajas que no valía la pena seguir produciéndolo.
La opinión más generalizada es que el Airflow fue un fracaso. Si bien es cierto que comercialmente no tuvo éxito, su cambio radical del perfil del automóvil, el uso de un armazón tridimensional moderno (y hasta entonces desconocido) en lugar de un 'chasis reticulado', su reconfiguración del diseño básico del automóvil y una redistribución revolucionaria del peso, lo convirtió en uno de los diseños de automóviles más importantes de los años treinta. Que se adelantara a su tiempo, que no sintonizara con el gusto popular y no se vendiera, no disminuye ni su innovación ni su mérito artístico y tecnológico, ni su importancia a largo plazo. Breer escribió en su autobiografía publicada (Partes III - V) sobre el Airflow Car. Fue reemplazado por un modelo llamado Airstream, que se vendió mejor.

## Vida personal
La esposa de Carl, Barbara, era hermana de Fred Zeder. La pareja se casó en 1915. Ella era 7 años menor que Breer y tuvieron un hijo en 1920, Carl Frederick. En 1930, Carl y Barbara tenían tres hijos (todos varones). La familia Breer a menudo pasaba los veranos en Gratiot Beach en Port Huron. Carl y Barbara tienen 4 hijos en 1940, todos varones. Fue incluido en el Salón de la Fama del Automóvil en 1976.

## Últimos años
Breer se retiró de la gerencia de Chrysler en 1949, pero continuó como consultor durante otros cuatro años. Pasó las últimas cinco semanas de su vida en un hospital antes de fallecer el 21 de diciembre de 1970. Su esposa murió en 1964.